# Hermann Balck
 (septembre 2017).
Hermann Balck est un General der Panzertruppe allemand pendant la Seconde Guerre mondiale, né le 7 décembre 1893 à Dantzig et mort le 29 novembre 1982 à Asperg.

## Biographie
Hermann Balck est le fils du lieutenant général prussien William Balck et de son épouse Mathilde. Il rejoint le 10 avril 1913 le 10e bataillon de chasseurs à pied (de) à Goslar en tant que porte-drapeau. Il sert dans une compagnie d'officiers pendant la Première Guerre mondiale et se voit promu commandant d'une compagnie de mitrailleurs à la fin de la guerre. Lorsque la Seconde Guerre mondiale éclate en 1939, Balck, qui est dans l'OKH (haut commandement de l'armée allemande) est transféré au commandement du régiment motorisé de fusiliers 1 dans la 1re division de panzers à la fin d'octobre 1939, qui est impliqué dans la bataille de France. Son unité est impliquée de près dans le plan Sichelschnitt et mène la traversée de Sedan.
Pendant l'hiver 1940 et le printemps 1941, Balck commande le 3e régiment de panzers pendant la bataille de Grèce et plus tard la 2e brigade de panzers. En juillet 1941, il retourne travailler à l'état-major au bureau des inspections des forces armées de l'OKH. En mai 1942, Balck est envoyé sur le front de l'Est et commande la 11e division de panzers en Ukraine, dans le sud de la Russie. Il est ensuite placé sur la liste des officiers de réserve, mais on lui donne rapidement le commandement de la division de Panzergrenadier Grossdeutschland dans l'est. Après une courte période en Italie, il est commandant du 48e corps de panzers dans l'est en 1943, puis de la 4e armée de panzer à partir d'août 1944. Durant cette période ses corps de panzers sont engagés sur plusieurs théâtres d'opération: la défense de Stalingrad contre une percée soviétique, pour venir en aide à Stalingrad à la fin de 1942, empêcher les Soviétiques de traverser le fleuve Dniepr, contre des contre-attaques à Jitomir en 1943 et freiner les offensives soviétiques d'hiver et du printemps dans l'ouest de l'Ukraine en 1944, pendant laquelle Balck est un des deux commandants responsables de l'échec désastreux pour créer et maintenir une position défensive à Fester Platz à Tarnopol. En juillet 1944, Balck commande le 48e corps de panzers pendant la phase initiale de l'offensive Lvov-Sandomierz des Soviétiques. Balck est impliqué de près dans l'échec défensif contre cette offensive et dans l'échec de l'opération visant à secourir le 13e corps d'armée encerclé à Brody et qui fut détruit.
En septembre 1944, Balck passe du commandement de la 4e armée de panzers en Pologne au commandement du groupe d'armées G en Alsace et en Lorraine. À la fin décembre, Balck est relevé de son commandement et retourne sur le front de l'Est, rétrogradé au commandement du Armeegruppe Balck en Hongrie. Il est capturé par les troupes américaines en Autriche le 8 mai 1945.
Après la guerre, il travaille dans un dépôt militaire. En 1948, il est arrêté, jugé et condamné pour le meurtre du commandant d'artillerie Johann Schottke, par peloton d'exécution, sans procès convenable. celui-ci avait été trouvé ivre, alors qu'il était en fonction le 28 novembre 1944, près de Sarrebruck. Cet incident s'était produit alors que Balck était commandant du groupe d'armées G sur le front de l'Ouest. Il purgea la moitié de sa sentence. 
En 1949, la cour d'appel de Metz renvoie devant le tribunal spécial des criminels de guerre à Paris Hermann Balck et trois autres généraux accusés de la destruction de la ville de Gérardmer entre le 16 et 18 novembre 1944 ainsi que de la déportation des habitants. Balck étant en fuite, il est condamné par contumace le 21 janvier 1950 à vingt ans de travaux forcés et vingt ans d'interdiction de séjour.

## Évaluation de sa carrière
Balck est l'exemple typique de l'officier allemand qui gravit rapidement les échelons pendant la guerre, tout comme Erwin Rommel, Erhard Raus, Josef Harpe et Ernst Busch, pour ne citer que ceux-là. Il a débuté la guerre au grade de lieutenant colonel en 1939 et l'a terminée au grade de général de corps d'armée. On décrit souvent Balck comme un commandant de troupes blindées doué, comme le montre son commandement de la 11e division de panzers et le 48e corps de panzers en 1942-43. Les critiques prétendent que sa piètre performance à Tarnopol en mars et avril 1944 et pendant les combats défensifs dans l'Ouest à l'automne 1944, démontrent le risque associé à une politique de promotions rapides qui peut élever un individu au-delà de ses compétences.
Plusieurs batailles auxquelles prit part Balck sont relatées dans le livre Panzer Battles du Generalmajor Friedrich Wilhelm von Mellenthin. Cependant, certains critiques prétendent que cet ouvrage n'est pas fiable d'un point de vue historique, les batailles qui ne sont pas à l'avantage des Allemands n'y sont pas décrites adéquatement et l'évaluation présentée des troupes soviétiques est fortement discutable. Balck a écrit son autobiographie intitulée Ordnung im Chaos.

## Décorations
- Croix de fer (1914)
  - 2e classe (15 octobre 1914)
  - 1re classe (26 novembre 1914)
- Ordre de Hohenzollern avec glaives (3 décembre 1917)
- Ordre du Mérite militaire de Bavière avec glaives (15 novembre 1914)
- Croix du Mérite militaire d'Autriche 3e Classe (28 février 1916)
- Bulgarischer Tapferkeitsorden 3e Classe avec glaives (2 décembre 1941)
- Insigne des blessés (1914)
  - en Or (10 mai 1918)
- Insigne de combat des blindés en Argent (14 octobre 1940)
- Agrafe de la croix de fer (1939)
  - 2e classe (12 mai 1940)
  - 1re classe (13 mai 1940)
- Croix de chevalier de la croix de fer avec feuilles de chêne, glaives et brillants
  - Croix de chevalier le 3 juin 1940 en tant que Oberstleutnant[c] et commandant du Schützen-Regiment 1
  - 155e feuilles de chêne le 20 décembre 1942 en tant que Generalmajor[b] et commandant de la 11. Panzer-Division
  - 25e glaives le 4 mars 1943 en tant que Generalleutnant[d] et commandant de la 11. Panzer-Division et du XXXXVIII. Armeekorps
  - 19e brillants le 31 août 1944 en tant que General der Panzertruppe[a] et commandant de la 4. Panzerarmee
- Mentionné quatre fois dans le bulletin radiophonique Wehrmachtbericht

### Promotions
- 20 septembre 1916 : Leutnant
- 1er mai 1924 : Oberleutnant
- 1er février 1929 : Rittmeister
- 1er juin 1935 : Major
- 23 janvier 1938 : Oberstleutnant
- 1er août 1940 : Oberst
- 15 juillet 1942 : Generalmajor
- 21 janvier 1943 : Generalleutnant
- 12 novembre 1943 : General der Panzertruppe

## Travaux littéraires
- Balck, Hermann (1981). Ordnung im Chaos / Erinnerungen 1893 - 1948. Biblio, Osnabrück.  (ISBN 3-7648-1176-5).